# Piqueteadero
Piqueteadero es una acepción local (en Colombia) del término «piquete», que en tal país tiene un significado relacionado con departir un almuerzo rústico y campestre en compañía de muchas personas y no el significado más comúnmente utilizado en la península ibérica para referirse a la agrupación de personas que protestan o se rebelan contra la autoridad por algún motivo.
Piqueteaderos son entonces restaurantes donde venden comida que se suele consumir en un piquete, aunque también suelen disponer de mesas para consumir allí mismo los alimentos, que generalmente consisten en fritanga: chorizos de cerdo, rellena (arroz, sangre de cerdo cocida, arvejas en envuelto en tripas), pepitoria de cordero, y frituras varias de órganos de vaca como el pulmón (bofe), el hígado, el cerebro (torta de seso), o testículos de toro (criadillas), gallina, consome (caldo de gallina preferentemente consumido con pan), papa criolla, papa pastusa, yuca, envueltos de maíz, y plátano maduro, este plato se acompaña con bebidas como gaseosa, limonada, cerveza,  o refajo (mezcla de cerveza con gaseosa en especial con gaseosa Colombiana).
Este es un plato típico del altiplano Cundiboyacense.